# Georg Wagener (Politiker, 1898)

Georg Wagener, vor 1939

Georg Wagener (* 31. Mai 1898 in Paris; † 23. Mai 1985 in Reutlingen) war ein deutscher Politiker (NSDAP).

## Leben
Nach dem Besuch der Volksschule und eines humanistischen Gymnasiums absolvierte Georg Wagener eine kaufmännische Lehre. Ab 1916 nahm er als Kriegsfreiwilliger am Ersten Weltkrieg teil. Nach seiner Rückkehr aus dem Krieg arbeitete Wagener als kaufmännischer Angestellter und als Feuilleton-Schriftleiter. 
Nach dem Machtantritt der NSDAP amtierte Wagener von 1933 bis 1934 als stellvertretender Bürgervorsteher in Hannover. Von März 1936 bis zum Ende der NS-Herrschaft im Frühjahr 1945 saß Wagener als Abgeordneter für den Wahlkreis 16 (Südhannover-Braunschweig) im nationalsozialistischen Reichstag.
Zunächst Gruppenstaffelführer der SA-Gruppenstaffel Niedersachsen in Hannover, übernahm Wagener ab Herbst 1933 Aufgaben als Führer der Motorgruppe Niedersachsen im Nationalsozialistischen Kraftfahrer Korps (NSKK). Bei dem NSKK stieg er im April 1939 bis zum Obergruppenführer auf. Von Anfang April 1939 bis Anfang August 1942 leitete er die NSKK-Motorgruppe Südwest und danach bis Kriegsende 1945 die NSKK-Motorobergruppe Südwest. Ab 1943 war er auch zeitweilig Führer der NSKK-Motorgruppe Westmark.
Wagner war Mitbegründer der Motorsportschule Kreiensen und offenbar auch der Motorsportschule Bad Gandersheim.